# Чилек (Дагестан)
Чилек (лезг. Ччилик) — упразднённое село в Сулейман-Стальском районе Дагестана. На момент упразднения являлось центром Цицигского сельсовета. В 1969 году в плановом порядке жители села были переселены в село Куркент.

## География
Село находилось на левом берегу реки Макавац в месте впадения в неё реки Цекюнвац, в 2,5 км к юго-востоку от села Хпюк.

## История
До вхождения Дагестана в состав Российской империи селение входило в состав Кутуркюринского магала Кюринского ханства. После присоединения ханства к Российской империи числилось в Цицегском сельском обществе Кутур-Кюринского наибства Кюринского округа Дагестанской области. В 1895 году селение Чилек состояло из 63 хозяйств. По данным на 1926 год село состояло из 84 хозяйств. В административном отношении входило в состав Цицегского сельсовета Касумкентского района. До 1960-х годов в селе действовал колхоз имени В.Ульянова. В 1966 году село было разрушено землетрясением, жителей села решено было переселить в село Куркент. В 1969 году последние 14 хозяйств должны были быть переселены.

## Население
| Численность населения | Численность населения | Численность населения | Численность населения |
| 1895                  | 1908                  | 1926                  | 1939                  |
| --------------------- | --------------------- | --------------------- | --------------------- |
| 340                   | ↗366                  | ↗417                  | ↘368                  |

По данным Всесоюзной переписи населения 1926 года, в национальной структуре населения лезгины составляли 100 %